# Stačilo! (koalice)
Stačilo! (oficiálně stylizováno jako STAČILO!) je volební koalice českých politických stran, jejíž vznik byl oznámen 4. prosince 2023. Dne 10. října 2024 bylo založeno stejnojmenné politické hnutí. 
Koalici tvoří Komunistická strana Čech a Moravy (KSČM), Spojení demokraté – Sdružení nezávislých (SD-SN), Česká strana národně sociální (ČSNS), další politické strany a nezávislé osobnosti. Lídryní koalice je Kateřina Konečná.

## Historie
V listopadu 2023 oznámila KSČM svůj záměr založit širokou politickou alianci pro volby do Evropského parlamentu 2024.
Lídryně KSČM Kateřina Konečná oznámila vznik koalice 4. prosince 2023; podle ní ji komunisté iniciovali s cílem „sjednotit levicové a vlastenecké strany a hnutí, kterým není lhostejné postavení České republiky v Evropské unii, provozování cenzury, plýtvání penězi na zbrojení, či neefektivní sociální politika vedoucí k propastným rozdílům v minimální mzdě v rámci EU.“ Tehdy byla ohlášena koalice, jejímiž zakládajícími členy se staly KSČM a SD-SN; Konečná byla zvolena jako lídryně komunistů i celé volební listiny. Lídrem kandidátky Spojených demokratů se stal bývalý poradce České pirátské strany pro zdravotnictví, právník a podporovatel protivládních protestů Ondřej Dostál. STAČILO! deklarovalo zákaz vojenské podpory Ukrajiny a odmítá zákaz výroby aut se spalovacími motory.
Koalice byla vytvořena pro volby do Evropského parlamentu v roce 2024, Konečná ale tvrdí, že koalice STAČILO! chce zbavit moci vládu Petra Fialy, odstranit koalici SPOLU. V březnu 2024 Česká strana národně sociální oznámila, že rovněž vstoupí do koalice, a to s odkazem na „potřebu posílit vlasteneckou a sociální politiku“. ČSNS vedl na kandidátce její předseda Michal Klusáček. Další osobnosti na kandidátce byly vyloučená kandidátka na předsedkyni ČSSD (dnes SOCDEM) Jana Turoňová nebo dřívější kandidátka PRO 2022 Petra Rédová.
Ve volbách do Evropského parlamentu koalice získala 9,56 % hlasů a dva mandáty (Kateřina Konečná a Ondřej Dostál). Konečná následně potvrdila svůj cíl udržet projekt pro další volby, zejména krajské a senátní, které se konaly tentýž rok. Zároveň naznačila ukončení činnosti ve své původní frakci v evropském parlamentu a spolupráci s německou BSW.

#### Krajské volby
Kateřina Konečná v dubnu 2024 uvedla, že koalice STAČILO! není projektem pro pouze jedny volby. To se potvrdilo již při sestavování kandidátek do následujících krajských voleb, kde ve většině krajů tyto strany kandidovaly společně, v některých i s jinými subjekty pod stejnou značkou (SOCDEM v Ústeckém kraji, ČSSD nebo DOMOV). Karlovarský kraj je jediný, kde KSČM kandidovala samostatně.
Předseda Sociální demokracie Michal Šmarda kritizoval rozhodnutí ústecké buňky utvořit koalici s komunisty, ovšem odmítl formálně takové spojení zakázat.
Koalice Stačilo! v různých složení získala mandáty ve 11 ze 12 krajů, kde předložila společnou kandidátku a celkem získala 40 krajských zastupitelů. Pouze v Libereckém kraji se koalici nepodařilo překročit volební kvórum, a to pouze o osm hlasů. Koalice později napadla průběh voleb u Krajského soudu v Liberci a požadovala přepočet hlasů. Soudem nařízený přepočet v některých okrscích sice našel nesrovnalosti ve výsledcích, ty však dle soudu neměly dopad na konečný výsledek, a tak stížnost koalice zamítl.

## Složení

### Členské strany v evropských volbách 2024
| Název | Název                                    | Ideologie           | Pozice                  | Lídr | Lídr             | Europoslanci |
| ----- | ---------------------------------------- | ------------------- | ----------------------- | ---- | ---------------- | ------------ |
|       | Komunistická strana Čech a Moravy        | komunismus          | levice až krajní levice |      | Kateřina Konečná | 1/2          |
|       | Spojení demokraté – Sdružení nezávislých | konzervatismus      | středopravice           |      | Ondřej Dostál    | 1/2          |
|       | Česká strana národně sociální            | národní socialismus | středolevice            |      | Michal Klusáček  | 0/2          |

### Členské strany v krajských volbách 2024
Ve volbách do zastupitelstev krajů v Česku 2024 koalice Stačilo! nekandidovala pouze v Karlovarském kraji.
| Název | Název                                       | Ideologie              | Pozice                  | SčK | JčK | PlK | KvK | ÚsK | LiK | KHK | PaK | VyS | JmK | OlK | ZlK | MSK | Krajští zastupitelé |
| ----- | ------------------------------------------- | ---------------------- | ----------------------- | --- | --- | --- | --- | --- | --- | --- | --- | --- | --- | --- | --- | --- | ------------------- |
|       | Komunistická strana Čech a Moravy           | komunismus             | levice až krajní levice | ●   | ●   | ●   |     | ●   | ●   | ●   | ●   | ●   | ●   | ●   | ●   | ●   | 32/40               |
|       | Spojení demokraté – Sdružení nezávislých    | konzervatismus         | středopravice           |     | ●   | ●   |     |     |     |     |     |     | ●   |     |     |     | 2/40                |
|       | Česká strana národně sociální               | národní socialismus    | středolevice            | ●   | ●   | ●   |     | ●   | ●   | ●   | ●   | ●   | ●   | ●   | ●   | ●   | 2/40                |
|       | Sociální demokracie                         | sociální demokracie    | středolevice            |     |     |     |     | ●   |     |     |     |     |     |     |     |     | 2/40                |
|       | ČSSD – Česká suverenita sociální demokracie | levicový nacionalismus | levice                  | ●   | ●   |     |     |     |     |     | ●   | ●   | ●   | ●   | ●   |     | 2/40                |
|       | DOMOV                                       | nacionalismus          | krajní pravice          |     |     |     |     |     |     |     |     |     | ●   |     |     |     | 0/40                |

## Volební výsledky

### Evropský parlament
| Volby | Hlasy   | Hlasy | Hlasy         | Mandáty |
| Volby | Počet   | %     | +/–           | Mandáty |
| ----- | ------- | ----- | ------------- | ------- |
| 2024  | 283 935 | 9,56  | nové uskupení | 2/21    |